# GAZ-22 Wołga

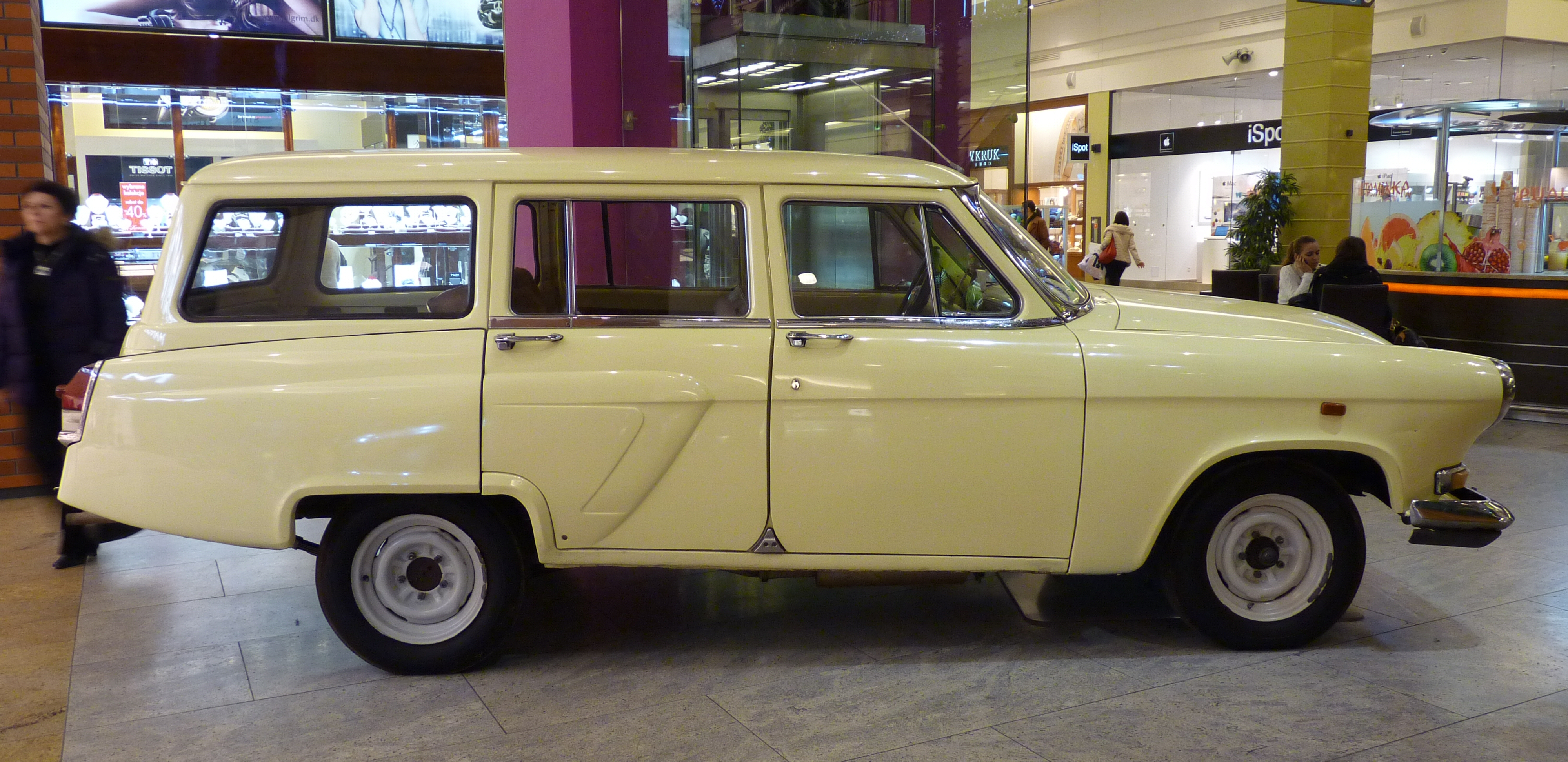
Widok z boku

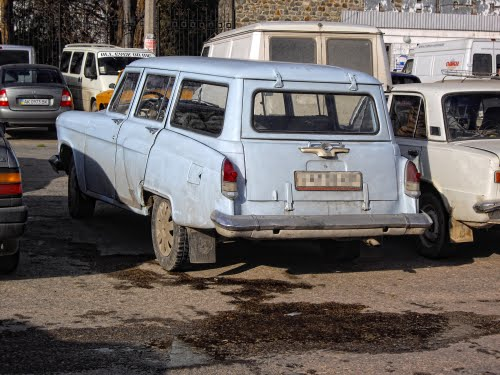
GAZ-22 od tyłu

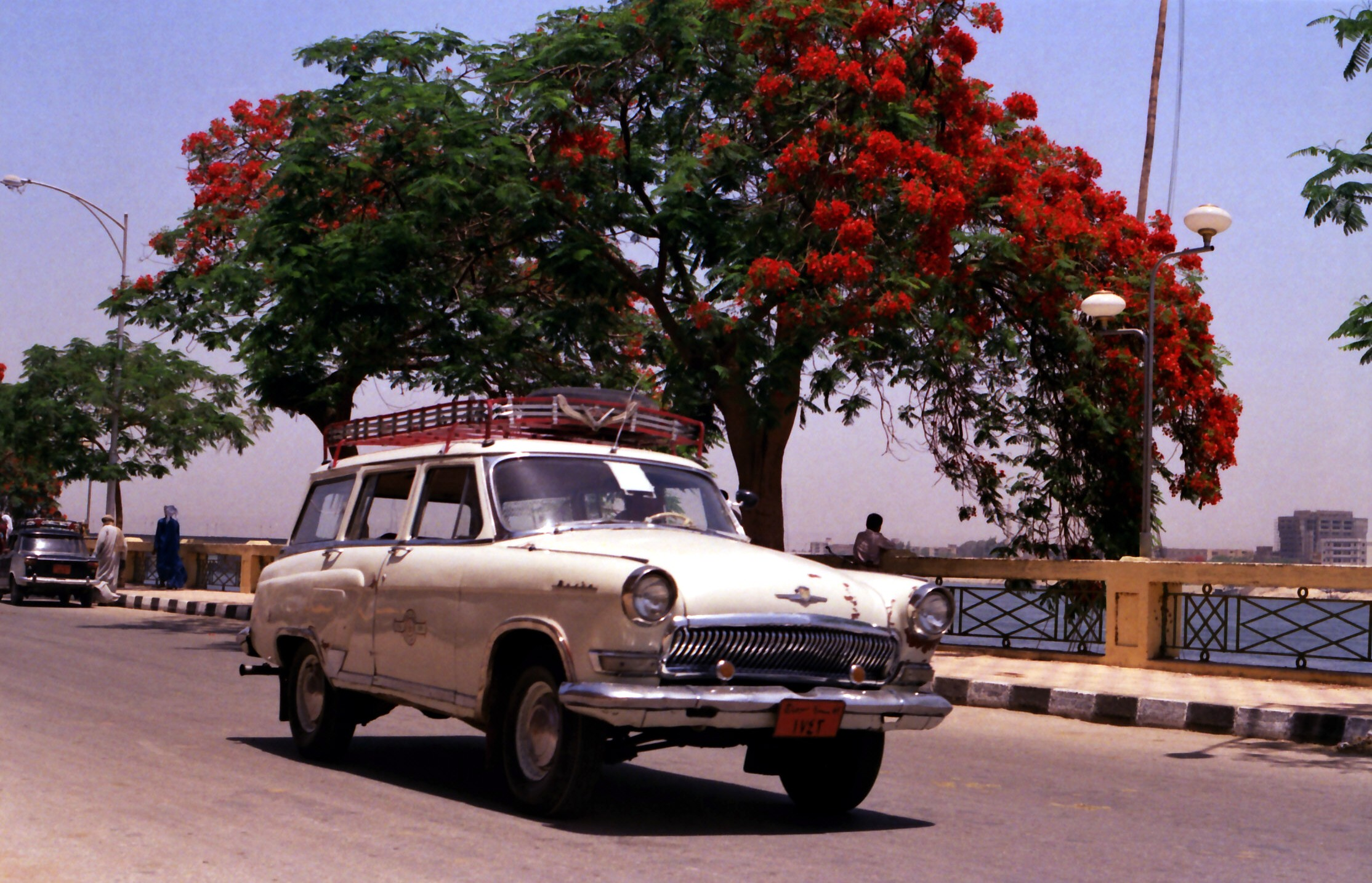
GAZ-22 z bagażnikiem dachowym, eksploatowany w jednym z krajów arabskich

GAZ-22 Wołga, początkowo M-22 Wołga – samochód osobowy klasy średniej wyższej z nadwoziem kombi, produkowany w radzieckich zakładach GAZ w Gorkim w latach 1962–1970. Była to odmiana kombi pierwszej generacji Wołgi, GAZ M-21.

## Historia i rozwój modelu
GAZ M-22 Wołga był odmianą kombi wprowadzonego do produkcji w 1956 roku samochodu średniej wyższej klasy GAZ M-21 Wołga. Skonstruowanie wersji z nadwoziem kombi (według radzieckiej terminologii, uniwersał), wynikało z potrzeb gospodarki narodowej ZSRR, która nie posiadała w tym czasie w produkcji samochodów do przewozu niewielkich partii towarów (jedyny produkowany samochód kombi, Moskwicz 423, miał niewielką ładowność). Liczono także na eksport samochodu na rynki zachodnie, gdzie mógł konkurować ceną, przy dużych rozmiarach. Pierwsze prototypy wersji kombi powstały w 1960 roku, a do początku 1962 roku zbudowano kilka sztuk (według niektórych danych, 5) partii próbnej. Odpowiadały one stylizacją przedniej części produkowanej wówczas drugiej serii Wołgi, z tłoczoną osłoną chłodnicy z dużymi pionowymi podłużnymi otworami i figurką jelenia na masce.
Produkcję seryjną Wołgi kombi, oznaczonej M-22, rozpoczęto latem 1962. Otrzymała ona stylizację odpowiadającą wprowadzonej równolegle do produkcji trzeciej serii Wołgi M-21. Przede wszystkim, otrzymała nową atrapę chłodnicy, z 37 wąskich chromowanych pionowych pasków, wygiętych na zewnątrz, w chromowanej ramie; usunięto też figurkę skaczącego jelenia i zmodyfikowano przednie kierunkowskazy, zachodzące teraz na boki.
W stosunku do sedana, zmieniono tylną część nadwozia, łącznie z górną częścią tylnych drzwi bocznych. Klapa tylna była dwudzielna, otwierana na dół i do góry. Oparcie tylnej kanapy było składane na płaskie, zwiększając przestrzeń bagażową z 1,6 m² do 2,4 m². Objętość bagażnika wynosiła od 1 m³ do 1,5 m³ przy złożonej kanapie. Podłoga bagażnika oraz rozkładające się na równi z nią oparcie kanapy i dolna klapa bagażnika były wyłożone blachą. Pod unoszoną podłogą bagażnika było umieszczone koło zapasowe i narzędzia. Masa nadwozia była o 100 kg większa, niż w sedanie, a ładowność większa o 75 kg. Z tego powodu, kombi otrzymało wzmocnione resory z tyłu, a także wytrzymalsze opony 7,10-15 zamiast 6,7-15. Nominalna ładowność wynosiła 5 ludzi i 175 kg ładunku lub 2 ludzi i 400 kg ładunku, lecz w praktyce możliwe było przewożenie ładunków do 600 kg bez ujemnych konsekwencji dla samochodu. Z przodu samochód miał kanapę na całą szerokość, lecz według radzieckich przepisów mogły tam podróżować tylko dwie osoby (w Skandynawii dopuszczono trzy osoby z przodu). Istniała w niewielkiej liczbie ośmioosobowa odmiana Wołgi, opracowana przez szwedzkiego importera Konela, z dodatkowym trzecim rzędem siedzeń z dwoma siedzeniami, których oparcia składały się na płasko.
Stosowano silniki o tej samej pojemności 2445 cm³, lecz o różnej mocy: 75, 80, 85 KM. Bazowy silnik miał 75 KM i stopień sprężania 6,7, jednostki 80 KM i 85 KM były wzmocnione przede wszystkim na eksport, o stopniu sprężania 7,15 i 7,65.
W 1965 roku samochód podlegał niewielkiej modernizacji pod względem technicznym, wraz z sedanem, m.in. wzmocniono podłużnice ramy. Zewnętrzną różnicą stały się dwa wzdłużne przetłoczenia na dachu dla zwiększenia sztywności nadwozia. Bazowy model został oznaczony GAZ-22W, a w ulepszonym eksportowym wykonaniu – GAZ-22M. Warto zauważyć, że dopiero od 1962 w nazwie samochodu M-22 oficjalnie pojawił się skrót nazwy zakładów, a od 1965 roku zrezygnowano w ogóle z litery „M”, oznaczającej „Mołotowiec” (fabryka GAZ nosiła do 1957 roku imię Mołotowa).
Oprócz bazowej wersji kombi, produkowano od początku wersję karetki pogotowia GAZ M-22B. Przedział medyczny był w niej oddzielony przeszkloną przegrodą od przedziału kierowcy i mieścił nosze oraz dwa fotele personelu medycznego, jeden za drugim. W przedziale kierowcy były dwa indywidualne fotele. Oprócz wyposażenia i specjalnego oświetlenia (standardowo lampa z czerwonym krzyżem na dachu, świecąca do przodu i reflektor-szperacz z lewej strony), karetka różniła się zawieszeniem i oponami jak w sedanie GAZ M-21, co zwiększało komfort jazdy. Koło zapasowe przechowywane było pionowo, w niszy za lewymi tylnymi drzwiami. Wersja eksportowa z lepszym wyposażeniem i wystrojem nosiła oznaczenie GAZ M-22BM. Po modernizacji w 1965 roku zwykła wersja karetki została oznaczona GAZ-22D, a wersja eksportowa – GAZ-22Je.
Produkcję Wołgi GAZ-22 zakończono równocześnie z sedanem, w czerwcu 1970 r. Zbudowano ogółem 639 478 Wołg pierwszego modelu, sedan i kombi.

## Sprzedaż i eksploatacja
Pomimo zapotrzebowania, samochody GAZ M-22 nie były w ogóle co do zasady sprzedawane na rynek prywatny, gdyż samochody kombi kojarzone były przez władze z prywatną wytwórczością, nie popieraną w ustroju komunistycznym. Samochody sprzedawane w ZSRR przeznaczano dla gospodarki narodowej (przedsiębiorstwa państwowe, organizacje, instytucje, sklepy itp.). Dopiero po zakończeniu produkcji w 1970 roku i wymianie samochodów na nowe, używane Wołgi kombi były sprzedawane dla użytkowników prywatnych, głównie pracowników użytkujących je instytucji.
Istotna część produkcji była eksportowana, w tym także na rynek krajów zachodnich, co było szczególnie istotne dla gospodarki radzieckiej, starającej się uzyskiwać waluty wymienialne. Z uwagi na solidną konstrukcję i dobry stosunek ceny do wielkości i ładowności, pewną popularnością cieszyły się m.in. w krajach skandynawskich. Specjalnie dla krajów o ruchu lewostronnym, jak Wielka Brytania, Szwecja, Cypr, Indie i Indonezja, opracowano wersje eksportowe M-22P. Oprócz umieszczenia stanowiska kierowcy po prawej stronie, różniły się one umieszczeniem dźwigni zmiany biegów w podłodze. Wyprodukowano jednak takich samochodów niewiele – ponad 100, łącznie z sedanami.